# Алексеев, Николай Васильевич (Герой Советского Союза)
Никола́й Васи́льевич Алексе́ев (7 [20] августа 1916 года — 20 декабря 1988 года) — участник Великой Отечественной войны, командир отделения кабельно-шестовой роты 128-го гвардейского отдельного батальона связи 18-го гвардейского стрелкового корпуса 60-й армии Центрального фронта, гвардии красноармеец. Герой Советского Союза (17.10.1943), старшина.

## Биография
Родился в Петрограде 7 (20) августа 1916 года. Детство провёл в городе Угличе. Окончил школу ФЗУ, был токарем в Ленинграде, затем на Рыбинском заводе полиграфических машин. В 1936—1940 годах проходил срочную службу пограничником, после вернулся в Углич.
Участник Великой Отечественной войны с февраля 1943 года. Участник Курской битвы, освобождения Украины, Польши, Венгрии, Австрии, Чехии, Маньчжурии. Демобилизован в 1946 году.
Работал токарем на экспериментальном механическом заводе, а с 1973 года — в Угличском производственном объединении «Чайка». Умер 20 декабря 1988 года. Похоронен в Угличе.

## Награды и звания
- Медаль «Золотая Звезда» Героя Советского Союза. Награждён Указом Президиума Верховного Совета СССР от 17 октября 1943 года за обеспечение бесперебойной связи командования с десантной группой советских войск при форсировании Днепра (сентябрь 1943 года).
- Орден Ленина
- Орден Отечественной войны I степени
- Медали, в том числе:
  - Медаль «За победу над Германией в Великой Отечественной войне 1941—1945 гг.»
  - Юбилейная медаль «Двадцать лет Победы в Великой Отечественной войне 1941—1945 гг.»
  - Юбилейная медаль «Тридцать лет Победы в Великой Отечественной войне 1941—1945 гг.»
  - Юбилейная медаль «Сорок лет Победы в Великой Отечественной войне 1941—1945 гг.»

- Решением Угличского городского Совета народных депутатов от 30 июля 1986 года Н. В. Алексееву присвоено звание «Почётный гражданин города Углич».